# Peucedanum gabrielae
Peucedanum gabrielae är en flockblommig växtart som beskrevs av R.Frey. Peucedanum gabrielae ingår i släktet siljor, och familjen flockblommiga växter. Inga underarter finns listade i Catalogue of Life.